# X Factor (France)
Pour les articles homonymes, voir X Factor et The X Factor.
X Factor est une émission de télévision franco-belge de télé-crochet musicale.
La première saison, présentée par Alexandre Devoise, est diffusée du 28 septembre 2009 au 28 décembre 2009 sur W9 (en France) ainsi que sur RTL-TVI (en Belgique). Elle est remportée par Sébastien Agius. 
La deuxième saison, présentée par Sandrine Corman[réf. nécessaire] est diffusée du 15 mars 2011 au 28 juin 2011 sur M6 et sur RTL-TVI en lieu et place de Nouvelle Star (arrêtée par la chaîne après sa huitième saison à la suite d'une érosion de ses audiences). Elle est remportée par Matthew Raymond-Barker.

## Principe
Ce télé-crochet a pour but de dénicher le talent musical de demain, celui qui cache en lui le X Factor. 
Des milliers de candidats sans limite d'âge (de 16 à 99 ans), seuls ou en groupe, sont auditionnés, sélectionnés, entraînés puis jugés par un jury composé de quatre professionnels du monde de la musique. 
Douze candidats sont ensuite retenus pour les primes.

## Présentation du concept

### Les auditions
Des équipes de sélectionneurs, composées d'employés de la production et de professionnels de la musique, font étape dans plusieurs villes de France et à Bruxelles en Belgique, afin de dénicher le talent musical de demain, celui qui a le « X Factor ».
Les candidats retenus sont dans un second temps auditionnés par le jury de l'émission, composé de quatre personnalités du monde de la musique. Ils doivent interpréter une chanson de leur choix, sur bande orchestre et en public, dans de grandes salles françaises.
Trois « oui » sur quatre de la part du jury sont au minimum nécessaires pour permettre au candidat d'accéder à l'étape suivante.

### Le camp d'entraînement
Les candidats retenus sont convoqués au Palais des sports de Paris afin de suivre un entraînement vocal et scénique de quatre jours (duels vocaux, chorégraphie, passages individuels, etc.), à l'issue duquel chacun des membres du jury apprend quelle catégorie il devra entraîner jusqu'à la fin de l'aventure.

### La maison des juges
Les 25 candidats retenus après le camp d'entraînement sont regroupés en catégories :
- Moins de 25 ans - garçons (6 candidats)
- Moins de 25 ans - filles (6 candidats)
- Plus de 25 ans - mixte (6 candidats)
- Groupes (7 groupes de candidats)

Ceux-ci passent individuellement devant leur entraîneur, qui les a conviés dans un lieu paradisiaque afin de faire son choix final.
Les entraîneurs retiennent chacun trois candidats, portant à douze le nombre de candidats accédant aux « directs ».

### Les lives
Les candidats ont une semaine pour préparer avec leur entraîneur la ou les chanson(s) qu'ils devront interpréter lors du direct suivant.
Durant onze semaines, en « prime-time » hebdomadaire, tous les candidats interprètent un ou plusieurs titres en direct sur le plateau de l’émission devant quelques centaines de spectateurs et des millions de téléspectateurs. Tous doivent chanter au cours d'une mise en scène plus ou moins aboutie, accompagnés par un orchestre, voir des danseurs / danseuses.
À l'issue de leur prestation, chacun des membres du jury donne son avis.
En fin d'émission, les deux candidats qui ont obtenu le moins de votes de la part des téléspectateurs subissent une épreuve de rattrapage, appelée le "ballotage", en interprétant un second titre piano-voix, de leur choix cette fois, afin de convaincre les membres du jury, qui seuls auront le dernier mot et repêcheront le candidat le plus méritant selon eux.
Chaque semaine, deux stars nationales ou internationales de la chanson sont invitées sur le plateau du « prime ». Certaines d'entre elles rendent visite aux candidats dans la semaine précédant le passage en direct, afin de les conseiller et de les aider dans leur travail. Lors de la saison 2, le plateau de X Factor a notamment accueilli les Black Eyed Peas, Jennifer Lopez, Lady Gaga, Beyoncé, Cameron Diaz (jurée le temps d'un prime), Enrique Iglesias, Bruno Mars, Nicole Scherzinger, Jessie J, James Blunt, Johnny Hallyday, Yannick Noah, Nolwenn Leroy, Ben l'Oncle Soul, Jenifer, Julien Doré, Christophe Maé, Sinclair etc. (une bonne vingtaine d'invités en tout)

## Déroulement des saisons
| Saison               | Saison 1 (2009)                      | Saison 2 (2011)                                                  |
| -------------------- | ------------------------------------ | ---------------------------------------------------------------- |
| Présentation         | Alexandre Devoise                    | Sandrine CormanJérôme Anthony                                    |
| Jury                 | Julie ZenattiAlain LantyMarc Cerrone | Olivier SchultheisVéronic DiCaireChristophe WillemHenry Padovani |
| Vainqueur            | Sébastien Agius                      | Matthew Raymond-Barker                                           |
| Diffuseurs           | W9                                   | M6                                                               |
| Diffuseurs           | RTL-TVI                              |                                                                  |
| Période de diffusion | 28 septembre 200928 décembre 2009    | 15 mars 201128 juin 2011                                         |

### Saison 1 (2009)
La première saison de X Factor a été diffusée en France sur W9 et en Belgique sur RTL-TVI, du lundi 28 septembre 2009 au lundi 28 décembre 2009 (soit une durée de 14 semaines).
Elle a été remportée par Sébastien Agius, candidat de 26 ans entraîné par Alain Lanty. Avant d'interpréter le rôle de Maximilien de Robespierre dans 1789 : Les Amants de la Bastille (Globes de Cristal 2013), il avait intégré la troupe de Dracula, l'amour plus fort que la mort (Globes de Cristal 2012), spectacle musical de Kamel Ouali, dans lequel il doublait les rôles de Sorci et l'Ange. Parallèlement, Sébastien a donné un concert à L'Européen le 17 décembre 2012, soutenu par toute la troupe et accompagné sur scène notamment par Roxane Le Texier, Tatiana Matre et Louis Delort. Son album solo est édité chez Jive (Sony) et deux singles en sont extraits. Sébastien Agius est passé par le conservatoire, l'école supérieure du Spectacle, dont il deviendra assistant pédagogique. Il joue dans les comédies musicales la petite sirène, Piaf je t’aime, Le petit chose, La petite fille aux allumettes (sorti en vidéo). Il crée sa propre comédie musicale Hey l’artiste,. Il a tourné avec le spectacle Gospel pour 100 voix pendant 7 ans.

### Saison 2 (2011)
- Majoritairement bien reçue par le public français et ayant réalisé des audiences somme toute correctes, X Factor devait revenir pour une seconde saison en septembre 2010 sur W9[7]. Mais après quelques mois de silence à ce sujet, la décision est finalement révélée en fin d'été 2010 : X Factor ne fera pas partie de la grille des programmes de W9, pour diverses raisons. En premier lieu, le programme coûtait cher à la chaîne, qui attendait donc des audiences plus importantes, atteignant au moins un million de téléspectateurs chaque lundi, ce qui n'est jamais arrivé. En second lieu, le Groupe M6, propriétaire des chaînes M6 et W9, planche actuellement sur une nouvelle option.

- La Nouvelle Star, télé-crochet phare de M6 depuis 2003, et dont la huitième saison s'est achevée en juin 2010 par des audiences moindres que les années précédentes, semble souffrir du même problème rencontré par TF1 avec Star Academy en 2008, c'est-à-dire une usure progressive du concept qui lasse chaque année une part supplémentaire de téléspectateurs. C'est dans ce contexte que Bibiane Godfroid, la directrice des programmes d'M6, interrogée dans Le Grand Direct des Médias sur Europe 1 par Jean-Marc Morandini, a annoncé publiquement le 31 août 2010 que Nouvelle Star allait marquer une pause. Ainsi, elle ne sera pas reconduite au printemps 2011, mais probablement plus tard. En effet, M6 va à la place reprendre la diffusion d'X Factor, dont la première saison avait été diffusée sur sa petite sœur, W9 à la rentrée 2009[8]. Bibiane Godfroid a cependant précisé qu'M6 ne se sépare pas du concept Nouvelle Star, car l'émission a encore un potentiel, mais selon les audiences que réalisera X Factor sur M6, une alternance serait possible avec la Nouvelle Star.

- Bibiane Godfroid a précisé que cette nouvelle saison d' X Factor sera très différente de la première, diffusée en 2009 sur W9. En effet, le programme bénéficiera de plus de moyens techniques et financiers permettant de mettre en œuvre de véritables shows, respectant davantage l'image internationale d' X Factor. Elle a cité en exemple les sélections en public, comme dans la version britannique. M6 conserve ainsi les droits qu'elle possède sur l'émission plutôt que de les voir échapper sur une autre chaîne.

- Les présélections ont eu lieu du 2 au 10 novembre 2010. En effet, ce sont onze villes qui ont été passées au crible par les équipes de M6 pendant toute une semaine[9] : Nice, Strasbourg, Lyon, Marseille, Lille, Clermont-Ferrand, Montpellier, Rennes, Toulouse, Paris et Bruxelles.

- Le jury de l'émission, composé de Christophe Willem, Véronic Dicaire, Olivier Schultheis et Henry Padovani, a auditionné les candidats présélectionnés, à Lille (2 et 3 décembre), Lyon (9 décembre), Montpellier (13 et 14 décembre) et Paris (du 3 au 6 janvier 2011).

- L'étape du « camp d'entraînement » (bootcamp dans la version originale) s'est déroulée du 25 au 28 janvier 2011 au Palais des sports de Paris. Ils étaient 140 candidats à y avoir été admis, puis 70 et enfin 24 à en ressortir.

- La présentation de cette deuxième saison est confiée à Sandrine Corman et Jérôme Anthony.

- Elle a été remportée par Matthew Raymond-Barker, candidat de 22 ans entraîné par Véronic DiCaire.

## Réception critique
Libération qualifie, en 2011, l'émission de « magnifique cata ». Pour expliquer l'échec du programme, le quotidien commence par pointer du doigt le jury, décrit comme « la pire bande de branle-panneaux qu’un télé-crochet ait jamais portée ». Henry Padovani, au look improbable, est un « vieux monsieur qui tente de faire croire qu’il a fait partie de The Police »; Christophe Willem est raillé pour ses emportements disproportionnés (« Je ne suis pas fier d’être français », déclarera-t-il après l'élimination d'une candidate), Véronic DiCaire pour les contorsions de sa voix, etc. Le journal critique également les prestations des candidats. Le magazine Télérama s'interroge sur l'originalité du concept et le choix de mettre Christophe Willem dans le jury, ancien candidat de Nouvelle Star passé « peut-être un peu vite de l'autre côté de la barrière ». Le Parisien déplore une forme d'emphase et de prétention dans la présentation du programme, qui tranche avec l'efficace « sobriété » de Nouvelle Star. Résultat : la mise en scène ou les « excès d’enthousiasme » du public n'existe que pour « faire monter artificiellement la mayonnaise ». Le journal se montre plutôt convaincu par la prestation du jury mais regrette une « voix off (celle de Jérôme Anthony) encore trop premier degré ».

## Audimat
| Saison | Période                              | Audience (en téléspectateurs et PDM) | Audience (en téléspectateurs et PDM) | Audience (en téléspectateurs et PDM) |
| Saison | Période                              | Lancement                            | Finale                               | Moyenne                              |
| ------ | ------------------------------------ | ------------------------------------ | ------------------------------------ | ------------------------------------ |
| 1      | 28 septembre 2009 - 28 décembre 2009 | 589 000 (2,3 %)                      | 900 000 (3,6 %)                      | 750 000 (3 %)                        |

Les audiences lors de la diffusion des saisons de X Factor sur W9 et M6 n'étant pas comparables au vu de la portée de la chaîne, les audiences sont scindées en 2 tableaux distincts.
| Saison | Période                     | Audience (en téléspectateurs et PDM) | Audience (en téléspectateurs et PDM) | Audience (en téléspectateurs et PDM) |
| Saison | Période                     | Lancement                            | Finale                               | Moyenne                              |
| ------ | --------------------------- | ------------------------------------ | ------------------------------------ | ------------------------------------ |
| 2      | 15 mars 2011 - 28 juin 2011 | 3 347 000 (13,3 %)                   | 2 389 000 (10,8 %)                   | 2 600 000 (11,5 %)                   |